# Maschalocephalus
Maschalocephalus es un género monotípico de plantas herbáceas perteneciente a la familia de las rapatáceas. Su única especie: Maschalocephalus dinklagei Gilg & K.Schum., Bot. Jahrb. Syst. 28: 148 (1900), es originaria del oeste del África tropical.